# جارلس هنري كاولي
جارلس هنري كاولي (1872-1916)، ضابط بريطاني برتبة ملازم.

## ولادته ونشاته
ولد جارلس كاولي في بغداد في 21 شباط 1872، وكان والده هنري كاولي يعمل في شركة لنج، أما والدته ماري هي ابنة الكابتن هولند من شركة لنج من زوجته البغدادية الأرمنية، فلذلك أم جارلس نصف بغدادية، وبسبب إنهُ ولد في بغداد اعتبرهُ الأتراك عثماني الجنسية.

## وفاته
كان ضمن تشكيلات البحرية الملكية للمتطوعين الاحتياط. وكان عمره 44 عاماً عندما قتل وهو يسعى لايصال مساعدات للقوات البريطانية المحاصرة في الكوت. وكان كاولي برفقة الملازم همفري اوزبالدستون بروك فيرمان ومفرزة تضم 12 جندياً، ومعهم 210 طن من المواد الغذائية. وفي أثناء عبوره للجسر الممدود عبر نهر دجلة تعرضت الحبال في منطقة المكاصيص للقطع وتحطم الجسر، وفتحت النار عليهم من قبل قوات الجيش العثماني في منطقة عمياء، حيث تعرض فيرمان لقذيفة مدفع أطلقها الجيش العثماني، بالإضافة إلى اطلاقات رشاش، فقتل في عام 1916.
أما الملازم كاولي وبقية المفرزة فقد أسروا، ثم اعدموا من قبل الجيش العثماني في 26 نيسان 1916. وقد كرم الملازم كاولي بعد سقوط بغداد في عام 1917، بمنحهِ وسام صليب الملكة فيكتوريا، وهو أعلى وأعرق وسام تمنحهُ قيادة الكومنويلث البريطانية لمن يواجه العدو وجهاً لوجه ببسالة.
وكتب على شاهد قبره في مقبرة الإنكليز ببغداد بالانكليزية الآتي:
(في ذكرى الملازم القائد
Charles Henry Cowley جارلس هنري كولي، ولد في بغداد،
في 21 شباط 1872
قتل في المكاصيص
في 26 نيسان 1916،
ابن محب ومثابر، قضى حياته في خدمة الآخرين ومنحها لأجل ملكه وبلاده أثناء محاولة القارب البخاري (كلنار) حيث التحق كقائد للوصول إلى القوة البريطانية المحاصرة في كوت العمارة).